# Porte Saint-Paul (Hyères)
 (juin 2015).
Si vous disposez d'ouvrages ou d'articles de référence ou si vous connaissez des sites web de qualité traitant du thème abordé ici, merci de compléter l'article en donnant les références utiles à sa vérifiabilité et en les liant à la section « Notes et références ».
La Porte Saint-Paul est située dans la vieille ville d'Hyères.

## Description
La porte jouxte la collégiale du même nom. Elle date du XIIe – XIIIe siècle. 
La porte Saint-Paul qui fait partie intégrante de l’enceinte urbaine construite au XIIIe siècle, conserve des rainures de herse. Elle permet l'accès à la partie haute de la ville à travers la deuxième enceinte

## Classement
Elle a été classée aux monuments historiques par arrêté ministériel du 2 octobre 1992.